# Ballet Russe de Monte Carlo
Ballet Russe de Monte Carlo var ett balettsällskap som bildades i Monte Carlo 1932. Det var, till namnet, ett återskapande av den ryske impressarion Serge Diaghilews Ballets Russes.
Namn som förknippas med Ballet Russe de Monte Carlo är bland andra George Balanchine, Tamara Toumanova och Léonide Massine.